# 那賀川町工地
那賀川町工地（なかがわちょうたくむじ）は、徳島県阿南市の大字。2010年10月1日現在の人口は342人、世帯数は112世帯。郵便番号は〒779-1236。

## 地理
阿南市の北部に位置。東面は紀伊水道、南は那賀川町上福井、西は那賀川町苅屋に接する。稲作中心の農村地帯であるが、ほとんどが兼業農家で、一部和牛肥育等の畜産、シイタケ・イチゴ等の施設園芸に取り組む。

### 河川
- 苅屋川

## 歴史
2006年（平成18年）3月20日に那賀郡那賀川町が阿南市と合併し、阿南市那賀川町工地になる。

## 施設
- 道の駅公方の郷なかがわ
- 徳島県立出島野鳥公園
- 八幡神社
- 蛭子神社

## 交通

### 道路
国道
- 国道55号（阿南道路）

都道府県道
- 徳島県道141号大林那賀川阿南線